# لين باس
لين باس (بالإنجليزية: Len Bass)‏ هو عالم حاسوب أمريكي، ولد في 1944.